# Турибаніно
Туриба́ніно (рос. Турыбанино) — присілок у складі Міжріченського району Вологодської області, Росія. Входить до складу Сухонського сільського поселення.

## Населення
Населення — 17 осіб (2010; 19 у 2002).
Національний склад (станом на 2002 рік):
- росіяни — 95 %